# Oradour-sur-Glane
Oradour-sur-Glane là một xã trong vùng Nouvelle-Aquitaine, thuộc tỉnh Haute-Vienne, quận Rochechouart, tổng Saint-Junien-Est. Tọa độ địa lý của xã là 45° 55' vĩ độ bắc, 01° 01' kinh độ đông. Oradour-sur-Glane nằm trên độ cao trung bình là 285 mét trên mực nước biển, có điểm thấp nhất là 227 mét và điểm cao nhất là 312 mét. Xã có diện tích 38,16 km², dân số vào thời điểm 1999 là 2025 người; mật độ dân số là 53 người/km².

## Thông tin nhân khẩu
| 1936 | 1946 | 1954 | 1962 | 1968 | 1975 | 1982 | 1990 | 1999 |
| ---- | ---- | ---- | ---- | ---- | ---- | ---- | ---- | ---- |
| 1574 | 1145 | 1450 | 1540 | 1671 | 1759 | 1941 | 1998 | 2025 |